# Laphria bifasciata
Laphria bifasciata là một loài ruồi trong họ Asilidae. Laphria bifasciata được Olivier miêu tả năm 1789.